# Гласневін (цвинтар)
Гласневін (ірл. Reilig Ghlas Naíon) — цвинтар у північній частині Дубліна, який було засновано 1832 року. Розташовано з обох боків автошляху на Фінглас.

## Історія
Цвинтар було започатковано за ініціативою Денієла О'Коннела як перший в місті цвинтар для католиків, оскільки до того католики були змушені проводити поховання на протестантських цвинтарях через заборону на проведення публічних католицьких релігійних церемоній, що існувала у XVIII столітті.
Згодом цвинтар став головним місцем поховання громадських діячів націоналістичного спрямування. На тому ж цвинтарі зведено пам'ятник солдатам ірландських частин, загиблим під час Першої світової війни.
Особливостями цвинтаря є надгробки у формі кельтських хрестів, а також Янгольський куточок, де зосереджено могили мертвонароджених дітей.

## Видатні особи, поховані на цвинтарі
- Альфред Честер Бітті — американський гірничий інженер, колекціонер і папіролог
- Брендан Бієн — ірландський письменник
- Майкл Коллінз — ірландський державний і політичний діяч
- Еймон де Валера — президент Ірландії
- Мод Ґонн — ірландська революціонерка й активістка
- Артур Ґріффіт — ірландський журналіст і політик
- Шон Макбрайд — міністр закордонних справ Ірландії, лауреат Нобелівської премії миру
- Графиня Маркевич — активістка ірландського національно-визвольного руху
- Денієл О'Коннел — лідер ліберального крила ірландського національного руху
- Шон О'Келлі — президент Ірландії
- Ліам Вілан — ірландський футболіст